# Brice Clotaire Oligui Nguema
Brice Clotaire Oligui Nguema (* 3. března 1975) je gabonský vojenský důstojník, od roku 2023 prezident Gabonu, předseda výboru pro přechod a obnovu institucí a vrchní velitel Gabonské republikánské gardy. Předpokládá se, že sehrál klíčovou roli při gabonském státním převratu v roce 2023, při němž byl svržen Ali Bongo.

## Život a kariéra

### Mládí
Jeho matka patří do kmene Teke a otec do kmene Fang. Narodil se v provincii Haut-Ogooué v Gabonu. je bratrancem bývalého prezidenta Aliho Bonga. Byl vychováván převážně matkou a její rodinou v Haut-Ogooué. Studoval na univerzitě Omara Bonga.

### Politika
Studoval na Královské vojenské akademii v marockém Meknesu. Sloužil jako pobočník prezidenta Omara Bonga až do jeho smrti v roce 2009. Poté působil jako vojenský atašé na gabonských velvyslanectvích v Maroku a Senegalu.
V říjnu 2018 odešel do Gabonu, kde v čele zpravodajské služby Republikánské gardy nahradil plukovníka Frédérica Bonga. V dubnu 2019 pak byl povýšen na brigádního generála. V roce 2021 znovu zahájil operaci Mamba, kampaň na zatýkání zkorumpovaných úředníků.
V dubnu 2020 se postavil do čela Gabonské republikánské gardy, kde nahradil generála Grégoira Kounu. Výrazně posílil Sekci zvláštních zásahů (SIS), speciální jednotku podřízenou přímo prezidentovi, a zvýšil počet jejích členů z přibližně třiceti na více než 300.
Podle vyšetřování projektu OCCRP (Organized Crime and Corruption Reporting Project) vlastní ve Spojených státech několik nemovitostí v hodnotě více než 1 milion dolarů. Rovněž pomáhal rozšiřovat podnikání rodiny Bongových v zahraničí.

### Prezidentství
Po gabonském státním převratu v roce 2023, při kterém byl svržen prezident Ali Bongo, byl jmenován prozatímním prezidentem Gabonu.
Později uvedl, že ke vzpouře armády došlo kvůli nespokojenosti. Ta měla souviset i se zdravotním stavem Bonga. Lidé ho nepovažovali schopného pro jeho třetí vládnoucí období.
Jeho jmenování prozatímním prezidentem později potvrdili ostatní generálové země a 4. září v prezidentském paláci formálně složil přísahu jako přechodný prezident. Slíbil i budoucí svobodné volby. Oznámil také, že v nejbližších dnech vytvoří novou vládu, návrh nové volební legislativy, nový trestní zákoník, referendum o nové ústavě a propuštění všech politických vězňů.
V říjnu 2023 oznámil, že se vzdá svého prezidentského platu a bude pobírat pouze svůj plat velitele Republikánské gardy.